# 浅野長晟
浅野 長晟（あさの ながあきら）は、江戸時代前期の大名。備中国足守藩主、紀伊国和歌山藩の第2代藩主、安芸国広島藩初代藩主。浅野家16代当主。

## 生涯
近江滋賀郡坂本（現滋賀県大津市）に浅野長政の次男として生まれる。
文禄3年（1594年）、豊臣秀吉に仕えて3000石を与えられる。
慶長5年（1600年）の関ヶ原の戦い以後は徳川家康に従い、徳川秀忠の小姓を務め、慶長15年（1610年）に備中足守に2万4000石を与えられる。
慶長18年（1613年）、長兄の幸長が嗣子なく病死したため、家督を相続して紀伊和歌山藩（紀州藩）主となった。
慶長19年（1614年）の大坂冬の陣では序盤の木津川口の戦いに参戦したほか、翌20年（1615年）の夏の陣では、樫井の戦いで塙直之らを討つという功績を挙げた。しかし、紀伊国内では北山一揆、紀州一揆と土着勢力の相次ぐ蜂起に遭い、戦後すぐに領内に戻り一揆の鎮圧にあたった。同年、徳川家康の仲介で三女の正清院（蒲生秀行未亡人）と婚姻した。
元和5年（1619年）、福島正則が改易されると、その後を受けて安芸広島42万石に加増移封された。この年、長晟は重臣浅野氏重を殺害したために騒動となったが、蒲生忠郷らが長晟を擁護したことで事なきを得た。
寛永9年（1632年）9月3日、広島で死去した。享年47（満46歳没）。家督は次男の光晟が継いだ。
墓所は広島県広島市の神田山墓地。

## 系譜
- 父：浅野長政（1547-1611）
- 母：長生院（?-1616） - 彌々、やや、浅野長勝の娘
- 正室：正清院（1580-1617） - 振姫、徳川家康の三女
  - 次男：浅野光晟（1617-1693）
- 生母不明の子女
  - 長男：浅野長治（1614-1675）